# Heinz Erle
Heinz Erle (auch Heiner Erle; * 1907 in Mainz; † 1. Januar 1996 in Genf, Schweiz) war ein deutscher Schauspieler, Hörspielsprecher und Hörfunkmoderator.

## Wirken
Bezüglich des Lebens und Wirkens von Heinz Erle ist die Quellenlage lückenhaft. Zwischen 1960 und 1995 wirkte er in einigen Spielfilmen und Fernsehfilmen mit und hatte Auftritte in bekannten Fernsehserien wie Die Familie Hesselbach, Tatort und Aktenzeichen XY … ungelöst. Er war langjähriger Mitarbeiter des Hessischen Rundfunks und wurde als solcher bekannt durch seine Beteiligung an der Radiosendung Für Stadt und Land, in der er ab 1946 bis zu seinem Tod den Part des Heiner in Frankfurter Mundart gab.

## Filmografie (Auswahl)
- 1960–1967: Die Familie Hesselbach (Fernsehserie, 3 Folgen)
- 1971: Unser Dorf  (Fernsehserie)
- 1984: Tatort: Rubecks Traum (Fernsehreihe)
- 1986: High Speed
- 1987: Das runde Ding vom Odenwald (Fernsehfilm)
- 1992: Tatort: Verspekuliert (Fernsehreihe)
- 1992: 5 Zimmer, Küche, Bad
- 1994: Mit Leib und Seele (Fernsehserie, 1 Folge)
- 1993–1994: Der kleine Vampir – Neue Abenteuer (Fernsehserie, 3 Folgen)
- 1995: Aktenzeichen XY … ungelöst (Fernsehreihe, 1 Folge)

## Hörspiele
- 1950: Günther Hundertmark: Wie sprechen wir? (Regie) (Hörspiel – HR)
- 1950: Wolf Schmidt: Familie Hesselbach. Eine hessische Alltagschronik (Folge: Neujahrsträume) (Sprecher) – Regie: Karlheinz Schilling (Original-Hörspiel, Mundart-Hörspiel – HR)
- 1963: Robert Stromberger: Bei uns daheim. Aus dem Leben einer hessischen Familie (Folge: Die dreckig Trebb) (Sprecher: Herr Knebel) – Regie: Robert Stromberger (Original-Hörspiel, Mundart-Hörspiel – HR)
- 1964: Robert Stromberger: Bei uns daheim. Aus dem Leben einer hessischen Familie (Folge: De chinesische Buddha) (Sprecher: Herr Knebel) – Regie: Robert Stromberger (Original-Hörspiel, Mundart-Hörspiel – HR)
- 1982: Paul Schick: Der Hölzerlips – Moritat aus dem Odenwald (Sprecher) – Regie: Reinhard Zobel (Mundart-Hörspiel, Kurzhörspiel – SDR)